# الكويت في الألعاب الآسيوية الشتوية 2007
شاركت الكويت في دورة الألعاب الآسيوية الشتوية لعام 2007 التي أقيمت في تشانغتشون، الصين، في الفترة من 28 يناير 2007 إلى 4 فبراير 2007.